# Tabanus amoenatus
Tabanus amoenatus är en tvåvingeart som beskrevs av Seguy 1934. Tabanus amoenatus ingår i släktet Tabanus och familjen bromsar. Inga underarter finns listade i Catalogue of Life.